# Иво Карловић
Иво Карловић (Загреб, 28. фебруар 1979) бивши је хрватски тенисер.
Професионално је почео да игра тенис од 2000. године. До сада му је највећи успех освајање осам турнира у појединачној конкуренцији и два у конкуренцији парова. Од најбољих Гренд слем резултата издваја се четвртфинале Вимблдона 2009.
Висок је 2,11 m, па је због тога највиши тенисер који је икада ушао у Топ 100. Управо због своје висине најјача страна су му сервиси. У 1. колу турнира у Вимблдону 2005. године, успео је одиграти 51 ас у мечу против Данијелеа Брачалија. На крају је ипак изгубио, али је достигао рекорд Томаса Јохансона по броју постигнутих асова у једном мечу.
На тениском турниру у Сан Хозеу, средином фебруара 2007, по други пут у каријери, дошао је до финала, где је изгубио од Шкота Ендија Марија иако је имао освојен први сет и брејк вишка у другом сету.
Свој први АТП турнир освојио је 15. марта 2007. у Хјустону на земљаној подлози савладавши у финалу аргентинског тенисера Маријана Забалету. На путу до титуле није изгубио ни сет.
Освојио је још два АТП турнира у 2007. у Нотингему и Стокхолму. Јубиларну 100. победу на АТП турнирима остварио је у полуфиналу турнира у Стокхолму.
Постигао је више од 1000 асова у 2007. години и тако постао 4. тенисер, којем је то успело након Пита Сампраса, Горана Иванишевића и Ендија Родика.
У марту 2011. током меча Дејвис купа између Хрватске и Немачке одсервирао је лоптицу брзином од 251 km/h и тиме поставио нови светски рекорд. Карловићев рекорд је оборио Самјуел Грот у мају 2012. на челенџеру у Бусану (сервис је ишао чак 263 km/h).
У октобру 2015. постао је рекордер по броју одсервираних асова у каријери, престигавши сународника Горана Иванишевића. У јулу 2022. Џон Изнер га је претекао на листи најбољих сервера, тако да сада заузима друго место са 13.728 асова.
Члан је тениске репрезентације Хрватске у Дејвис купу, као трећи играч. Због проблема око хонорара, тренутно не игра за репрезентацију.

## АТП финала

### Појединачно: 19 (8:11)
| Легенда                        |
| ------------------------------ |
| Гренд слем турнири (0:0)       |
| Завршно првенство сезоне (0:0) |
| АТП мастерс 1000 (0:0)         |
| АТП 500 (0:1)                  |
| АТП 250 (8:10)                 |

| Финала по подлози |
| ----------------- |
| Тврда (4:6)       |
| Шљака (1:1)       |
| Трава (3:4)       |

| Финала по локацији |
| ------------------ |
| Отворено (7:9)     |
| Дворана (1:2)      |

| Исход     | Бр. | Датум             | Турнир                     | Подлога   | Противник         | Резултат                       |
| --------- | --- | ----------------- | -------------------------- | --------- | ----------------- | ------------------------------ |
| Финалиста | 1.  | 12. јун 2005.     | Лондон, В. Британија       | Трава     | Енди Родик        | 6:7(7:9), 6:7(4:7)             |
| Финалиста | 2.  | 19. фебруар 2007. | Сан Хозе, САД              | Тврда (д) | Енди Мари         | 7:6(7:3), 4:6, 6:7(2:7)        |
| Победник  | 1.  | 15. април 2007.   | Хјустон, САД               | Шљака     | Маријано Забалета | 6:4, 6:1                       |
| Победник  | 2.  | 23. јун 2007.     | Нотингем, В. Британија     | Трава     | Арно Клеман       | 3:6, 6:4, 6:4                  |
| Победник  | 3.  | 14. октобар 2007. | Стокхолм, Шведска          | Тврда (д) | Томас Јохансон    | 6:3, 3:6, 6:1                  |
| Победник  | 4.  | 21. јун 2008.     | Нотингем, В. Британија (2) | Трава     | Фернандо Вердаско | 7:5, 6:7(4:7), 7:6(10:8)       |
| Финалиста | 3.  | 28. фебруар 2010. | Делреј Бич, САД            | Тврда     | Ернестс Гулбис    | 2:6, 3:6                       |
| Победник  | 5.  | 21. јул 2013.     | Богота, Колумбија          | Тврда     | Алехандро Фаља    | 6:3, 7:6(7:4)                  |
| Финалиста | 4.  | 16. фебруар 2014. | Мемфис, САД                | Тврда (д) | Кеј Нишикори      | 4:6, 6:7(0:7)                  |
| Финалиста | 5.  | 24. мај 2014.     | Диселдорф, Немачка         | Шљака     | Филип Колшрајбер  | 2:6, 6:7(4:7)                  |
| Финалиста | 6.  | 13. јул 2014.     | Њупорт, САД                | Трава     | Лејтон Хјуит      | 3:6, 7:6(7:4), 6:7(3:7)        |
| Финалиста | 7.  | 20. јул 2014.     | Богота, Колумбија          | Тврда     | Бернард Томић     | 6:7(5:7), 6:3, 6:7(4:7)        |
| Победник  | 6.  | 22. фебруар 2015. | Делреј Бич, САД            | Тврда     | Доналд Јанг       | 6:3, 6:3                       |
| Финалиста | 8.  | 19. јул 2015.     | Њупорт, САД (2)            | Трава     | Раџив Рам         | 6:7(5:7), 7:5, 6:7(2:7)        |
| Победник  | 7.  | 17. јул 2016.     | Њупорт, САД                | Трава     | Жил Милер         | 6:7(2:7), 7:6(7:5), 7:6(14:12) |
| Финалиста | 9.  | 24. јул 2016.     | Вашингтон, САД             | Тврда     | Гаел Монфис       | 7:5, 6:7(6:8), 4:6             |
| Победник  | 8.  | 14. август 2016.  | Лос Кабос, Мексико         | Тврда     | Фелисијано Лопез  | 7:6(7:5), 6:2                  |
| Финалиста | 10. | 18. јун 2017.     | Хертогенбос, Холандија     | Трава     | Жил Милер         | 6:7(5:7), 6:7(4:7)             |
| Финалиста | 11. | 5. јануар 2019.   | Пуне, Индија               | Тврда     | Кевин Андерсон    | 6:7(4:7), 7:6(7:2), 6:7(5:7)   |

### Парови: 3 (2:1)
| Легенда                        |
| ------------------------------ |
| Гренд слем турнири (0:0)       |
| Завршно првенство сезоне (0:0) |
| АТП мастерс 1000 (0:0)         |
| АТП 500 (1:0)                  |
| АТП 250 (1:1)                  |

| Финала по подлози |
| ----------------- |
| Тврда (1:1)       |
| Шљака (0:0)       |
| Трава (1:0)       |

| Финала по локацији |
| ------------------ |
| Отворено (1:1)     |
| Дворана (1:0)      |

| Исход     | Бр. | Датум             | Турнир                 | Подлога   | Партнер            | Противници                     | Резултат         |
| --------- | --- | ----------------- | ---------------------- | --------- | ------------------ | ------------------------------ | ---------------- |
| Победник  | 1.  | 26. фебруар 2006. | Мемфис, САД            | Тврда (д) | Крис Хагард        | Џејмс Блејк Марди Фиш          | 0:6, 7:5, [10:5] |
| Финалиста | 1.  | 29. јул 2007.     | Индијанаполис, САД     | Тврда     | Тејмураз Габашвили | Хуан М. дел Потро Травис Парот | 6:3, 2:6, [6:10] |
| Победник  | 2.  | 13. јун 2015.     | Хертогенбос, Холандија | Трава     | Лукаш Кубот        | Пјер-Иг Ербер Никола Маи       | 6:2, 7:6(11:9)   |

## Остала финала

### Тимска такмичења: 3 (2:1)
| Исход     | Бр. | Датум                 | Турнир                               | Подлога   | Партнери                                  | Противници                                                       | Резултат | Извор |
| --------- | --- | --------------------- | ------------------------------------ | --------- | ----------------------------------------- | ---------------------------------------------------------------- | -------- | ----- |
| Победник  | 1.  | 2–4. децембар 2005.   | Дејвис куп, Братислава, Словачка     | Тврда (д) | Иван Љубичић Марио Анчић Горан Иванишевић | Доминик Хрбати Карол Бек Михал Мертинак Карол Кучера             | 3:2      | [ 7 ] |
| Победник  | 2.  | 27. мај 2006.         | Екипно првенство, Диселдорф, Немачка | Шљака     | Иван Љубичић Марио Анчић                  | Никола Кифер Филип Колшрајбер Александер Васке Михаел Колман     | 2:1      | [ 8 ] |
| Финалиста | 1.  | 25–27. новембар 2016. | Дејвис куп, Загреб, Хрватска         | Тврда (д) | Марин Чилић Иван Додиг Франко Шкугор      | Хуан Мартин дел Потро Федерико Делбонис Гидо Пеља Леонардо Мајер | 2:3      | [ 9 ] |

### Егзибициони турнири: 1 (0:1)
| Исход     | Бр. | Датум            | Турнир              | Подлога | Противник   | Резултат | Извор  |
| --------- | --- | ---------------- | ------------------- | ------- | ----------- | -------- | ------ |
| Финалиста | 1.  | 13. јануар 2017. | Мелбурн, Аустралија | Тврда   | Давид Гофен | 6:7(2:7) | [ 10 ] |